# Levity
Levity és una pel·lícula estatunidenca dirigida per Ed Solomon, estrenada el 2003. Ha estat doblada al català.

## Argument
Manuel Jordan (Billy Bob Thornton) ha complert la seva condemna. Va matar un noi en una botiga. Ara Manuel està fora. Està canviat, irrecognoscible, i es dirigeix a la ciutat on va cometre el crim. Què busca? potser perdó? Manuel coneix un enigmàtic predicador, Miles Evans (Morgan Freeman), que li ofereix un treball en la seva comunitat, en un barri difícil. Miles li ofereix també una habitació.
Però, mentre que Manuel s'enfronta als seus fantasmes, Miles intenta fugir-ne. El mateix fa Sofia (Kirsten Dunst), una jove i bonica dona camí de la seva pròpia destrucció, que de tant en tant busca l'ajuda de l'expres per tornar a casa des del club nocturn que és al costat del local de la comunitat on ell viu. Però la persona que realment vol ajudar Manuel és Adele (Holly Hunter), la germana d'Abner Easley, el noi que va matar.
El fill d'Adele, que també es diu Abner, és un jove rebel, immers en un món que Manuel coneix molt bé. En intentar apropar-se a Adele i al jove Abner, potser està simplement tractant de perdonar-se a si mateix.

## Repartiment
- Morgan Freeman: Miles Evans
- Holly Hunter: Adele Easley
- Kirsten Dunst: Sofia Mellinger
- Manuel Aranguiz: Senor Aguilar
- Geoffrey Wigdor: Abner Easley
- Luke Robertson: Junger Abner Easley
- Dorian Harewood: Mackie Whittaker
- Catherine Colvey: Claire Mellinger